# Ngoumou
Ngoumou – miasto w Kamerunie, w Regionie Centralnym, stolica departamentu Méfou-et-Akono. Liczy około 4,4 tys. mieszkańców.